# Corynoptera furcata
Corynoptera furcata är en tvåvingeart som först beskrevs av Heikki Hippa och Pekka Vilkamaa 1994.  Corynoptera furcata ingår i släktet Corynoptera, och familjen sorgmyggor. Arten är reproducerande i Sverige.